# Ertl Péter
Ertl Péter (Budapest, 1968. október 21. –) magyar táncművész, pedagógus, színházigazgató.

## Életpályája
1975-1983 között a litéri általános iskola tanulója volt. 1983-1987 között a Magyar Állami Balett Intézetben tanult, itt érettségizett. 1992-1996 között a Magyar Táncművészeti Főiskola hallgatója volt. 1999-2003 között a Pécsi Tudományegyetemen felnőttképzési- és művelődési menedzser képesítést szerzett. 
1987-2005 között a Honvéd Együttes táncosa, koreográfusa volt. 2005-től a Nemzeti Táncszínház művészeti menedzseri, igazgatóhelyettese volt. 2013-tól az intézmény igazgatója.
Felesége Medgyesi Patrícia. Gyermekeikː Zsombor, Balázs és Borbála.

## Díjai és kitüntetései
- Bánffy Miklós-díj (2013)
- A Magyar Érdemrend lovagkeresztje (2019)